# Dijkgatsweide
De Dijkgatsweide is een 64 hectare groot natuurgebied dat het Robbenoordbos en het Dijkgatbos in  het noorden van de gemeente Wieringermeer verbindt. In  2007 en 2008 is onder andere een grote slenk (sloot) gegraven en is er een wandelpad en een fietspad tussen de beide bossen aangelegd. Ook zijn bomen en struiken geplant, met behoud van de openheid van het gebied.